# Silk Hosiery
Silk Hosiery è un film muto del 1920 diretto da Fred Niblo che, all'epoca, era sposato con la protagonista, l'attrice Enid Bennett.

## Produzione
Il film fu prodotto dalla Thomas H. Ince Productions. La sceneggiatura si basa su I Wonder If..., una storia mai pubblicata di Frank M. Dazey il cui titolo fu usato anche come titolo di lavorazione durante la produzione del film.

## Distribuzione
Il copyright del film, richiesto dalla Thomas H. Ince Corp., fu registrato il 17 novembre 1920 con il numero LP15824. Distribuito dalla Paramount Pictures (come Famous Players-Lasky Corporation) e presentato da Thomas H. Ince, il film uscì nelle sale cinematografiche degli Stati Uniti il 26 dicembre 1920.
Copia della pellicola viene conservata negli archivi dell'UCLA e in quelli della Library of Congress.